# Minami, Niigata
Minami (南区 Minami-ku) là quận thuộc thành phố Niigata, tỉnh Niigata, Nhật Bản. Tính đến ngày 1 tháng 10 năm 2020, dân số ước tính của quận là 43.437 người và mật độ dân số là 430 người/km2. Tổng diện tích của quận là 100,9 km2.

### Đô thị lân cận
- Niigata
  - Niigata
    - Nishi, Niigata
    - Nishikan, Niigata
    - Kōnan, Niigata
    - Akiha, Niigata

  - Kamo
  - Sanjō
  - Tsubame
  - Tagami